# Esz-Szaílija SC
Az Al-Sailiya Sports Club egy katari labdarúgóklub Dohából. A csapat jelenleg az élvonalban játszik.

## Játékoskeret
2016-tól
* a félkövérrel írt játékosok rendelkeznek felnőtt válogatottsággal.
| #  |          | Poszt | Név                  |
| -- | -------- | ----- | -------------------- |
| 4  | Egyiptom | V     | Mostafa Abdulhafidh  |
| 5  | Katar    | KP    | Majdi Siddiq         |
| 6  | Katar    | KP    | Ghanem Haddaf        |
| 7  | Katar    | KP    | Fahad Al-Marri       |
| 8  | Katar    | KP    | Dawood Abdulkarim    |
| 9  | Katar    | CS    | Abdurahman Al-Harazi |
| 10 | Kolumbia | CS    | Carlos Preciado      |
| 11 | Szudán   | V     | Omar Ibrahim         |
| 12 | Bahrein  | KP    | Faouzi Aaish         |
| 13 | Katar    | V     | Mousa Al-Barakah     |
| 14 | Katar    | CS    | Ahmed Al-Asker       |

| #  |               | Poszt | Név                 |
| -- | ------------- | ----- | ------------------- |
| 16 | Katar         | KP    | Mohammed Al-Marri   |
| 17 | Katar         | V     | Abdulkarim Al-Ali   |
| 18 | Katar         | KP    | Mirghani Al Zain    |
| 19 | Katar         | KP    | Sayaf Al-Korbi      |
| 20 | Katar         | KP    | Abdullah Al-Fayhani |
| 21 | Katar         | K     | Abdurahman Mohammed |
| 23 | Kamerun       | KP    | Raoul Loé           |
| 25 | Katar         | K     | Amer Al-Omari       |
| 29 | Románia       | V     | Dragos Grigore      |
| 30 | Franciaország | K     | Grégory Gomis       |
| 82 | Katar         | CS    | Ali Mejbel Fartoos  |

## Fordítás
- Ez a szócikk részben vagy egészben  az   Al-Sailiya SC című angol Wikipédia-szócikk fordításán alapul.  Az eredeti cikk szerkesztőit annak laptörténete sorolja fel. Ez a jelzés csupán a megfogalmazás eredetét és a szerzői jogokat jelzi, nem szolgál a cikkben szereplő információk forrásmegjelöléseként.